# My American Wife (1922)
My American Wife is een Amerikaans-Argentijnse dramafilm uit 1922 onder regie van Sam Wood. Destijds werd de film in Nederland uitgebracht onder de titel Mijn Amerikaansche vrouw. De film is wellicht zoekgeraakt.

## Verhaal
Het Amerikaanse meisje Natalie Chester leert de knappe Argentijn Manuel La Tessa kennen op de paardenrennen. Als Pedro DeGrossa haar op een receptie beledigt, daagt Manuel hem uit voor een duel. De vader van Pedro heeft een plan om de overwinning van zijn zoon te verzekeren.

## Rolverdeling
| Acteur          | Personage              |
| --------------- | ---------------------- |
| Gloria Swanson  | Natalie Chester        |
| Antonio Moreno  | Manuel La Tessa        |
| Josef Swickard  | Don Fernando DeContas  |
| Eric Mayne      | Carlos DeGrossa        |
| Gino Corrado    | Pedro DeGrossa         |
| Edythe Chapman  | Donna Isabella LaTassa |
| Aileen Pringle  | Hortensia deVereta     |
| Walter Long     | Gomez                  |
| Frank Butler    | Horace Beresford       |
| Jacques D'Auray | Gaston Navarre         |
| Loyal Underwood | Danny O'Hare           |
| Mary Land       | Dienstmeid             |